# Dịch thuật công chứng
Dịch thuật công chứng là một quá trình dịch văn bản, tài liệu ngôn ngữ từ bản gốc (vd: Tiếng Anh) sang ngôn ngữ đích (vd: Tiếng Việt) sau đó công chứng bản dịch này chuẩn xác với nội dung và đúng pháp luật so với bản gốc. Thực chất của dịch thuật công chứng là chứng thực chữ ký của biên dịch viên dịch tài liệu văn bản đó bởi công chứng viên của Văn phòng công chứng hoặc cán bộ tư pháp tại Phòng tư pháp.

## Sự thay đổi cơ chế
Trước đây, việc dịch thuật công chứng được thực hiện hoàn toàn tại các Phòng Tư pháp cấp quận, huyện. Tuy nhiên việc làm này có nhiều bất cập như chi phí cao, thời gian chờ đợi làm thủ tục và nhận hồ sơ kéo dài, các vấn đề về chất lượng bản dịch,...
Hiện nay, theo Nghị định 79/2007/NĐ-CP của Chính phủ có hiệu lực từ ngày 1/7/2007 về cấp bản sao từ sổ gốc, chứng thực bản sao từ bản chính,chứng thực chữ ký, văn bản hợp pháp, hợp lệ có thể được dịch bởi người dịch thuộc các công ty, văn phòng dịch thuật công chứng đã được chứng nhận và đăng ký tại Phòng Tư pháp cấp quận, huyện, sau đó sẽ được công chứng tại các phòng tư pháp này và văn bản hoàn toàn đầy đủ tính pháp lý. Việc này giúp người dân chủ động hơn và có thêm lựa chọn cho việc dịch thuật công chứng các văn bản giấy tờ của mình. 

## Phân biệt giữa Dịch chứng thực (Certified Translation) và Dịch công chứng (Notarized Translation)
Dịch chứng thực là bản dịch được cung cấp bởi người dịch đã được chứng nhận (người dịch có chuyên môn về dịch thuật ngôn ngữ đó). Người dịch phải cung cấp họ tên, chữ ký, ngày dịch và các thông tin khác, phải tuyên thệ và chịu trách nhiệm trước pháp luật để đảm bảo rằng bản dịch là hoàn chỉnh và chính xác. Người dịch được chứng nhận bởi cơ quan hoặc tổ chức nào thì cơ quan hoặc tổ chức đó phải đóng dấu và xác nhận thông tin về người dịch. Văn bản được dịch chứng thực chỉ có giá trị giao dịch về nội dung.
Dịch công chứng yêu cầu thêm 1 bước quan trọng so với dịch chứng thực: người dịch được chứng nhận phải ký và được xác nhận, đóng dấu bởi Phòng Tư pháp (thường là của Nhà nước). Hoặc văn phòng Công chứng tư nhân. Văn bản được dịch công chứng có giá trị pháp lý được chấp nhận bởi các trường đại học, đại sứ quán hay các tổ chức nước ngoài khác.
Dịch Công chứng thường được các cơ quan tổ chức, yêu cầu về các lĩnh vực như du học, xuất khẩu lao động, du lịch, công tác,... Khi hồ sơ visa yêu cầu Dịch thuật có công chứng hay những chứng từ, dự án thầu trong nước mà có liên hết hoặc hợp tác với Các tổ chức nước ngoài. 